# Морача
Морача (черног. Морача) — река в Черногории.
Основные притоки — Циевна и Зета. Морача и Зета составляют 62 % стока в Скадарское озеро, куда она впадает с запада, как и Черноевича, с образованием заболоченной дельты.
Длина — 99,5 км. Площадь водосборного бассейна насчитывает 3200 км². Река несудоходна. В долине реки расположен монастырь Морача.
В верхнем течении Морача — быстрая горная река, она течёт через каньон к северу от Подгорицы. После слияния с притоком Зетой, севернее Подгорицы, река протекает через долину Зеты и затем впадает в Скадарское озеро.
Морача по большей части мелкая река, достигает ширины чуть более 100 м. Её долина является частью главной дороги, которая проходит от черногорского побережья и Подгорицы до северной части Черногории и Сербии. Этот путь является очень опасным, в том числе, на нём произошла известная автокатастрофа — автобус соскользнул с дороги и упал в пропасть, погибло 18 человек.

## См.также
- География Черногории